# Aegires ortizi
Aegires ortizi is een slakkensoort uit de familie van de Aegiridae. De wetenschappelijke naam van de soort is voor het eerst geldig gepubliceerd in 1987 door Templado, Luque & Ortea.